# Latridae
Die Latridae sind eine Fischfamilie aus der Gruppe der Büschelbarschartigen (Cirrhitioidei). Die Arten der Familie leben in gemäßigt temperierten Meeren der südlichen Erdhalbkugel, wenige auch im nördlichen Pazifik. Sie werden von Sportfischern und kommerziell gefischt und gelten als gute Speisefische.

## Merkmale
Die Fische werden 20 Zentimeter (Morwong ephippium) bis 1,8 Meter (Chirodactylus grandis) lang. Der Körper ist mehr oder weniger oval bis langgestreckt und seitlich abgeflacht oder im Querschnitt annähernd rund. Eine Schwimmblase ist vorhanden. Die Enden der Flossenstacheln der Rückenflosse sowie die Ränder der Flossenmembranen tragen keine Zirren. Die ventralen Flossenstrahlen der Bauchflossen sind dick und unverzweigt. Von anderen Büschelbarschartigen können die Latridae auch durch ein bestimmtes Larvenstadium unterschieden werden, das nur bei ihnen vorkommt. In diesem späten Larvenstadium, ‘paperfish’ genannt, haben die Larven einen hohen Körper mit einem kräftigen Bauchkiel. Dies wird als eine Anpassung an eine pelagische Lebensweise angesehen.
- Flossenformel: Dorsale XV–XXV/22–44; Anale III/7–37; Pectorale 14.[3]

## Gattungen und Arten
- Chirodactylus Gill, 1862[3]

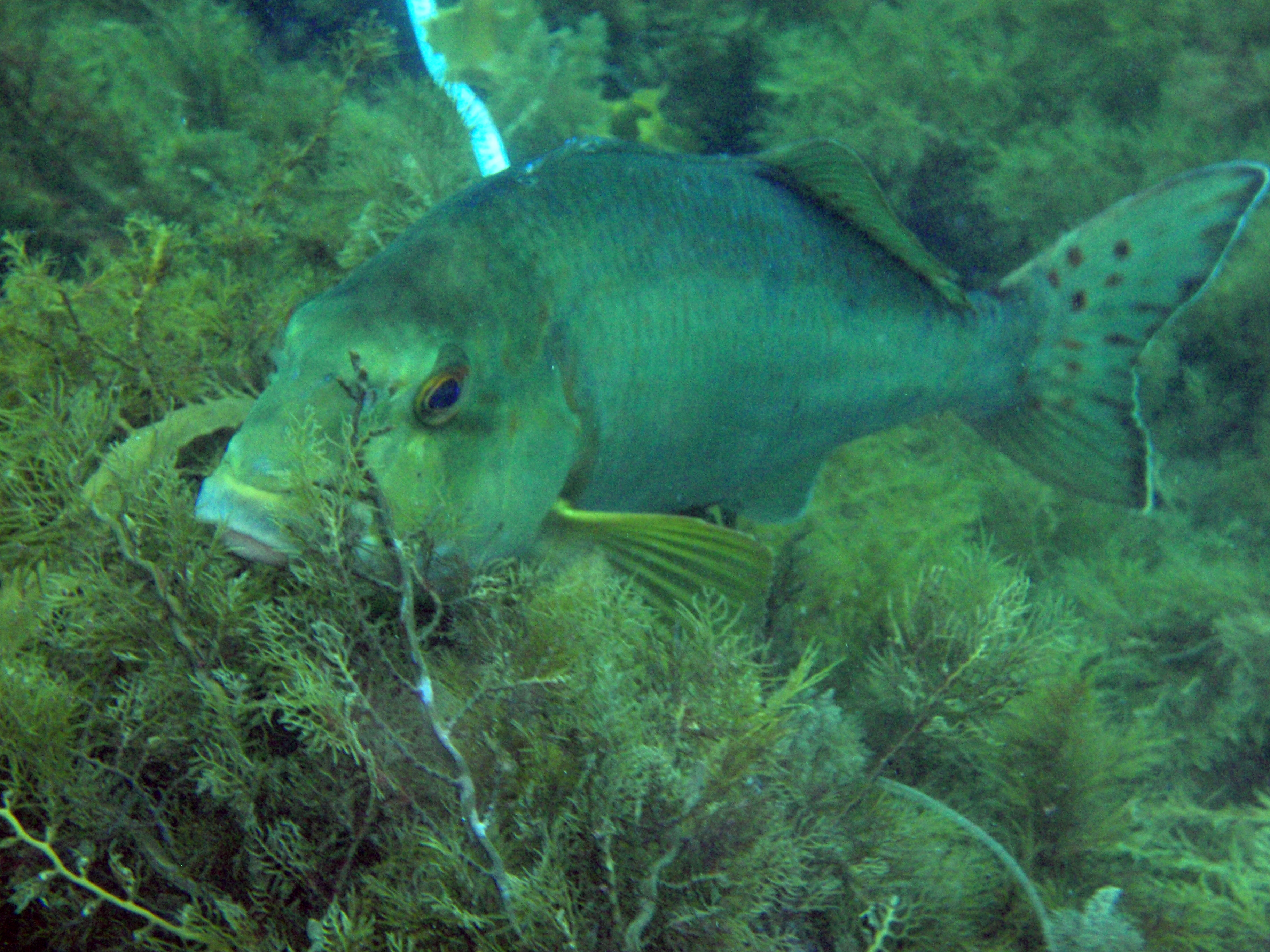
Dactylophora nigricans

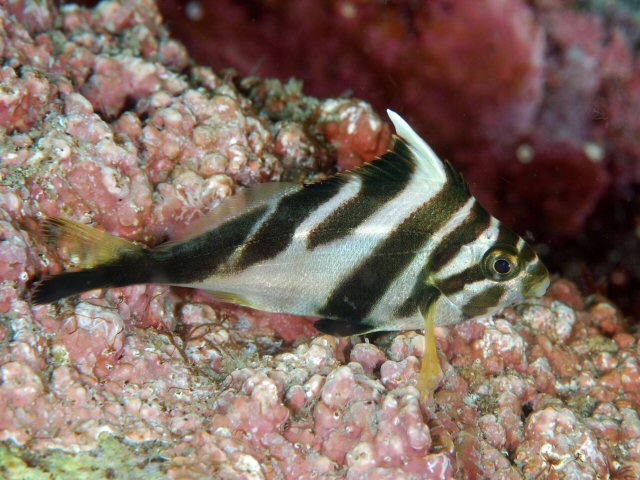
Goniistius zebra

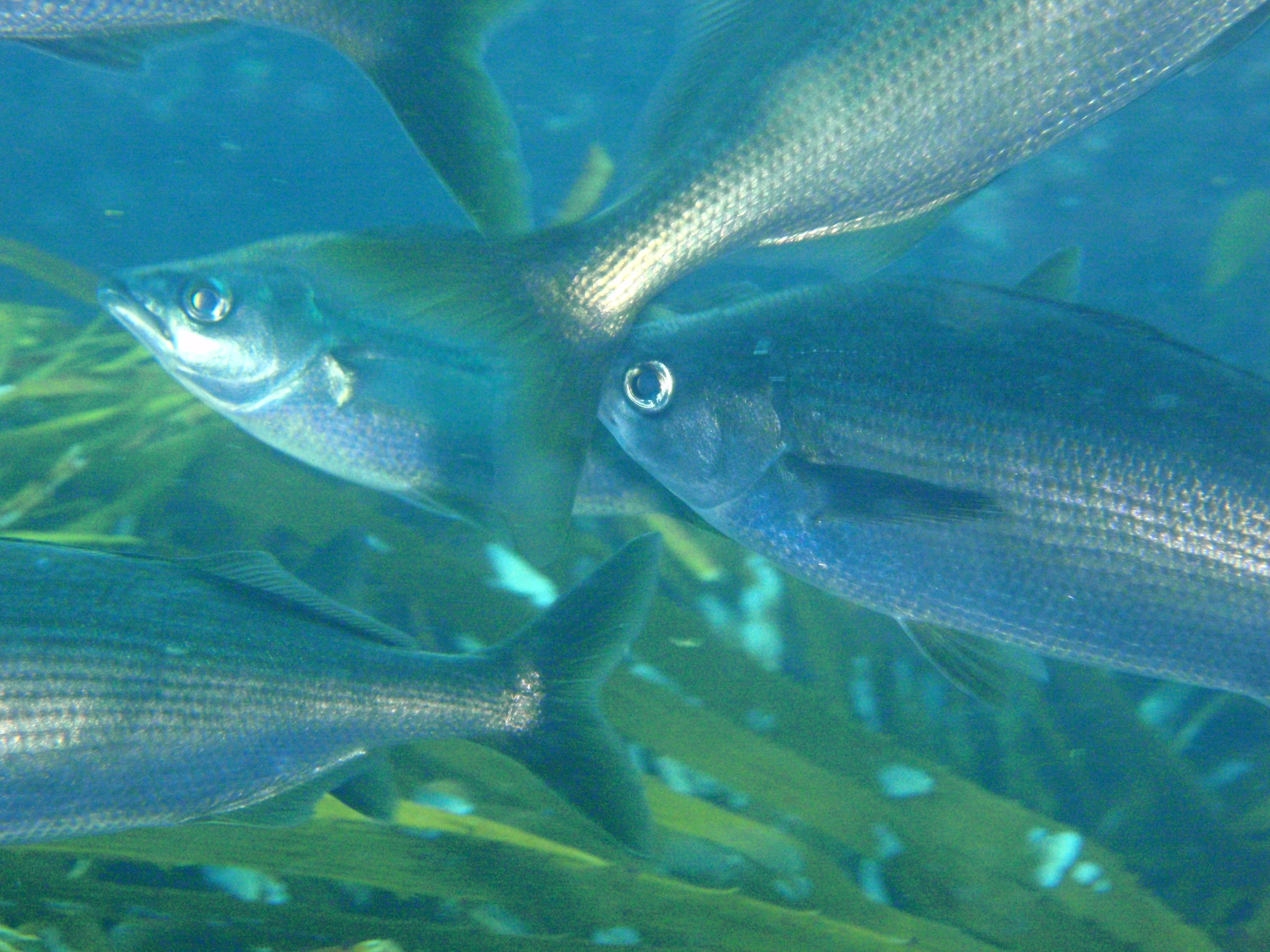
Mendosoma lineatum

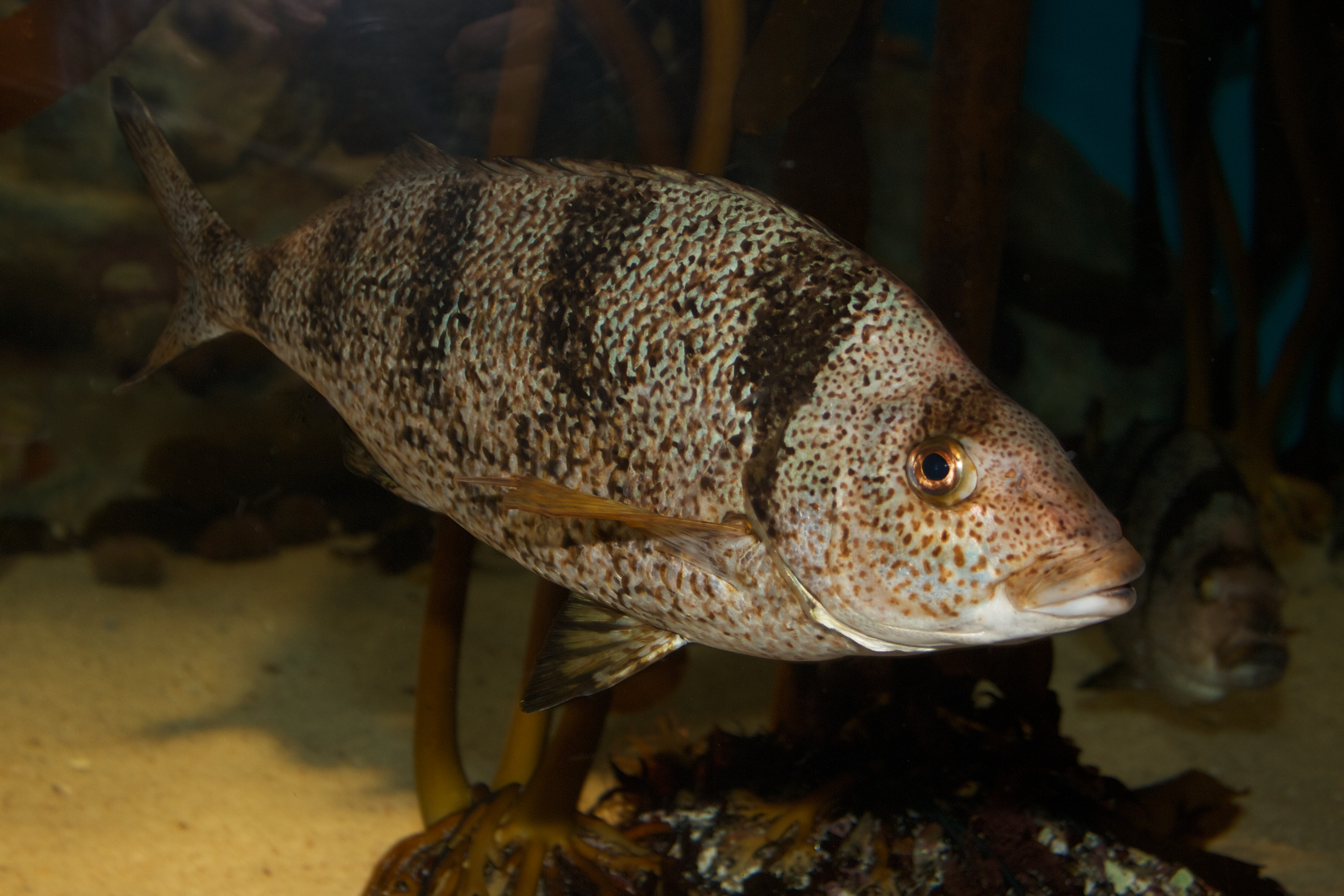
Nemadactylus monodactylus

  - Chirodactylus brachydactylus (Cuvier, 1830)
  - Chirodactylus grandis (Günther, 1860)
  - Chirodactylus jessicalenorum (Smith, 1980)
  - Chirodactylus spectabilis (Hutton 1872)
  - Chirodactylus variegatus (Valenciennes, 1833)
- Dactylophora
  - Dactylophora nigricans (Richardson, 1850)
- Goniistius Gill, 1862
  - Goniistius francisi (Burridge 2004)
  - Goniistius gibbosus (Richardson 1841)
  - Goniistius plessisi (Randall 1983) Osterinsel
  - Goniistius quadricornis (Günther 1860)
  - Goniistius rubrolabiatus (Allen & Heemstra 1976)
  - Goniistius vestitus (Castelnau 1879)
  - Goniistius vittatus (Garrett 1864)
  - Goniistius zebra (Döderlein, 1883)
  - Goniistius zonatus Cuvier, 1830
- Gattung Latridopsis Gill, 1862
  - Latridopsis ciliaris (Forster, 1801)
  - Latridopsis forsteri (Castelnau, 1872)
- Gattung Latris Richardson, 1839
  - Latris lineata (Forster, 1801)
  - Latris pacifica Roberts, 2003
- Gattung Mendosoma Guichenot, 1848
  - Mendosoma caerulescens Guichenot, 1848
  - Mendosoma fernandezianum Guichenot, 1848
  - Mendosoma lineatum Guichenot, 1848
- Morwong Whitley, 1957[3]
  - Morwong ephippium (McCulloch & Waite 1916)
  - Morwong fuscus (Castelnau, 1879)
- Nemadactylus
  - Nemadactylus bergi (Norman, 1937)
  - Nemadactylus douglasii (Hector, 1875)
  - Nemadactylus gayi (Kner, 1865)
  - Tarakihi (Nemadactylus macropterus (Forster, 1801))
  - Nemadactylus monodactylus (Carmichael, 1819)
  - Nemadactylus valenciennesi (Whitley, 1937)
  - Nemadactylus vemae (Penrith, 1967)
- Pseudogoniistius Ludt et al., 2019[3]
  - Pseudogoniistius nigripes (Richardson 1850)

Bis Ende 2018 bestand die Familie nur aus den beiden Gattungen Latridopsis und Latris mit jeweils 2 Arten und aus Mendosoma lineatum, bis dahin die einzige Art der Gattung Mendosoma. Nach einer Untersuchung der Phylogenie der Cheilodactylidae und der Latridae wurden zahlreiche weitere Arten in die Latridae gestellt, die vorher zu den Cheilodactylidae gehörten. Die meisten der neuen Arten wurden der revalidierten Gattung Goniistius zugeordnet und gehörten vorher zu Cheilodactylus. Hinweise, dass die Familien Cheilodactylidae und Latridae verwandtschaftlich eng miteinander verflochten sind und dass die bisherige Aufteilung nicht zu monophyletischen Familien führte, gab es schon seit dem Jahr 2004.

## Belege
1. ↑  Morwong ephippium auf Fishbase.org (englisch)
2. ↑  Chirodactylus grandis auf Fishbase.org (englisch)
3. 1 2 3 4 5  Ludt, W.B., Burridge, C.P. & Chakrabarty, P. (2019): A taxonomic revision of Cheilodactylidae and Latridae (Centrarchiformes: Cirrhitoidei) using morphological and genomic characters. Zootaxa, 4585 (1): 121–141. doi: 10.11646/zootaxa.4585.1.7
4. ↑  Kimura, K., Imamura, H. & Kawai, T. (2018): Comparative morphology and phylogenetic systematics of the families Cheilodactylidae and Latridae (Perciformes: Cirrhitoidea), and proposal of a new classification. Zootaxa, 4536 (1): 1-72. DOI: 10.11646/zootaxa.4536.1.1
5. ↑  Christopher P. Burridge & Adam J. Smolenski: Molecular phylogeny of the Cheilodactylidae and Latridae (Perciformes: Cirrhitoidea) with notes on taxonomy and biogeography. Molecular Phylogenetics and Evolution 30 (2004), Seite 118–127, doi: 10.1016/S1055-7903(03)00157-X